# Cooperativa Lletera del Cadí
La Cooperativa Lletera del Cadí (Cadí SCCL) és una entitat fundada el 1915 a la Seu d'Urgell per Josep Zulueta per intentar la reconversió de l'Urgellet, afectat per la fil·loxera i la crisi cerealista, combinant la sembra de prats amb la comercialització cooperativa de la llet i els seus derivats. El 1935 es fusionà amb la Cooperativa Lletera de Bellver de Cerdanya. El 1983 la seva producció fou de 3.710 tones de formatge, 421 de mantega i 917 de lactosa, a més de la recollida de llet de la comarca de l'Alt Urgell i la Baixa Cerdanya.
Actualment és una de les cooperatives ramaderes que van formar l'empresa Llet Nostra amb la fi d'evitar els intermediaris que s'enduien la major part dels beneficis obtinguts. A més dels productes de Llet Nostra també comercialitza com a marca Cadí: llet, Formatge de l'Alt Urgell i la Cerdanya, Mantega de l'Alt Urgell i la Cerdanya, aquests dos últims amb Denominació d'Origen Protegida (DOP) i mató amb el nom de Mató del Pirineu.
Cal destacar el paper que ha assolit l'entitat en la creació de riquesa i ocupació en el territori. L'empresa, que compta amb 120 treballadors, actua com "una activitat complementària en una zona amb poques possibilitats productives", destaca el president, gràcies a la fabricació de llet i formatges. De fet, l'aportació diària dels ramaders és de gairebé 190.000 litres de llet, el que permet elaborar 70 milions de litres anuals.
La Cooperativa es troba a l'Eixample de la Seu i té una nau a la partida d'Estaó.

## Història
La cooperativa es va fundar el 1915 sent la primera cooperativa lletera d'Espanya, i fou dirigida per Domènec Moliné i Nicola entre 1930 i 1980. L'any 2000 se li va concedir la denominació d'origen protegida al formatge Urgèlia i el 2003 a la mantega. Urgèlia és l'únic formatge de Catalunya amb denominació i la mantega de les poques que la tenen del món.
El 2015 aquesta entitat va rebre la Creu de Sant Jordi per ser "una de les cooperatives ramaderes més prestigioses de Catalunya i la més antiga de l'Estat del sector lleter i per la seva contribució destacada a l'economia pirinenca, singularment a les comarques de l'Alt Urgell i la Cerdanya, que ha contribuït amb eficàcia al reequilibri territorial del país".

## Actualitat
En destaquen diversos punts:
- La Recollida diària i reconeixements:
  - Cal assenyalar que la cooperativa, dia rere dia, la cooperativa es dedica a recollir la llet a casa dels pagesos perquè el client pugui tenir llet del mateix dia.
  - Els productes de Cadí tenen la marca Q de qualitat alimentària de la Generalitat o la distinció de Denominació d'Origen Protegida (DOP), en el cas de la mantega Cadí i el formatge Urgèlia.[6]

- La Vendes de formatge a França:
  - En plena globalització la venda de formatges s'ha exportat arreu d'Europa. De fet, les exportacions ja suposen el 35% de la seva producció de formatge i una quarta part de la facturació. També en destaca l'exportació a França que representa el 64% del valor de les vendes a l'exterior.[6]
- Consum i territori:
  - Els nous mercats en cap cas ha provocat que aquesta cooperativa oblidi els seus origiens. Per definir Cadí, s'ha d'acudir a una sèrie de factors objectius, com els 120 treballadors o els 105 socis ramaders, però també a un conjunt de variables indirectes. La seva acció genera dinamisme a la indústria, les explotacions ramaderes i els seus proveïdors. Al voltant, es genera un teixit empresarial singular en una de les àrees menys industrialitzades de Catalunya. L'entitat dona vida a 225 famílies de l'Alt Urgell i la Cerdanya que, a la vegada, formen una gran família.[6]